# Ao-shima (Ehime)
Pour les articles homonymes, voir Aoshima.
Ao-shima (青島, Aoshima, littéralement « île bleue ») ou Iyo Ao-shima (伊予青島, Iyo Aoshima) est une île située dans la mer ouverte d'Iyo (伊予灘, Iyo nada) de la mer intérieure de Seto, dépendant administrativement de la ville d'Ōzu dans la préfecture d'Ehime au Japon.

## Géographie

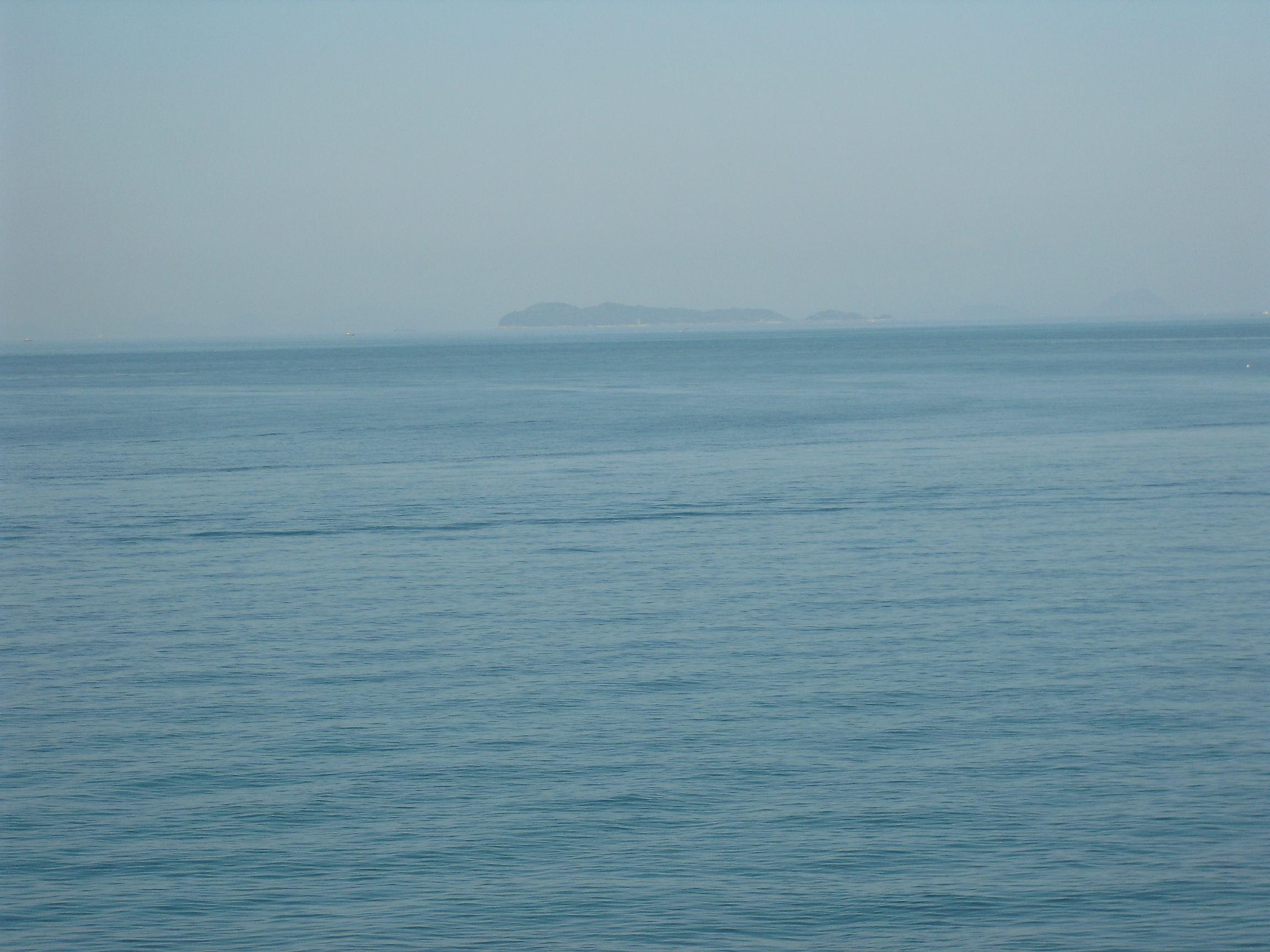
Vue de l'île de loin en 2010.

D'une superficie de 0,49 km2, Ao-shima comptait environ 900 habitants après la guerre de 40 et n’en comptait plus que 17 en 2017, et encore moins aujourd’hui.

## Île aux chats
Elle est surnommée l’île aux chats (猫の島, neko no shima), car on y trouvait en 2015 environ 120 chats, soit six chats par personne, ce qui fait de l'île un site touristique. Les chats ont été introduits sur l'île pour la dératiser puis se sont multipliés, n’ayant pas de prédateurs. Actuellement, leur nombre a diminué à environ 80 dont une bonne part est en mauvaise santé du fait de la consanguinité.

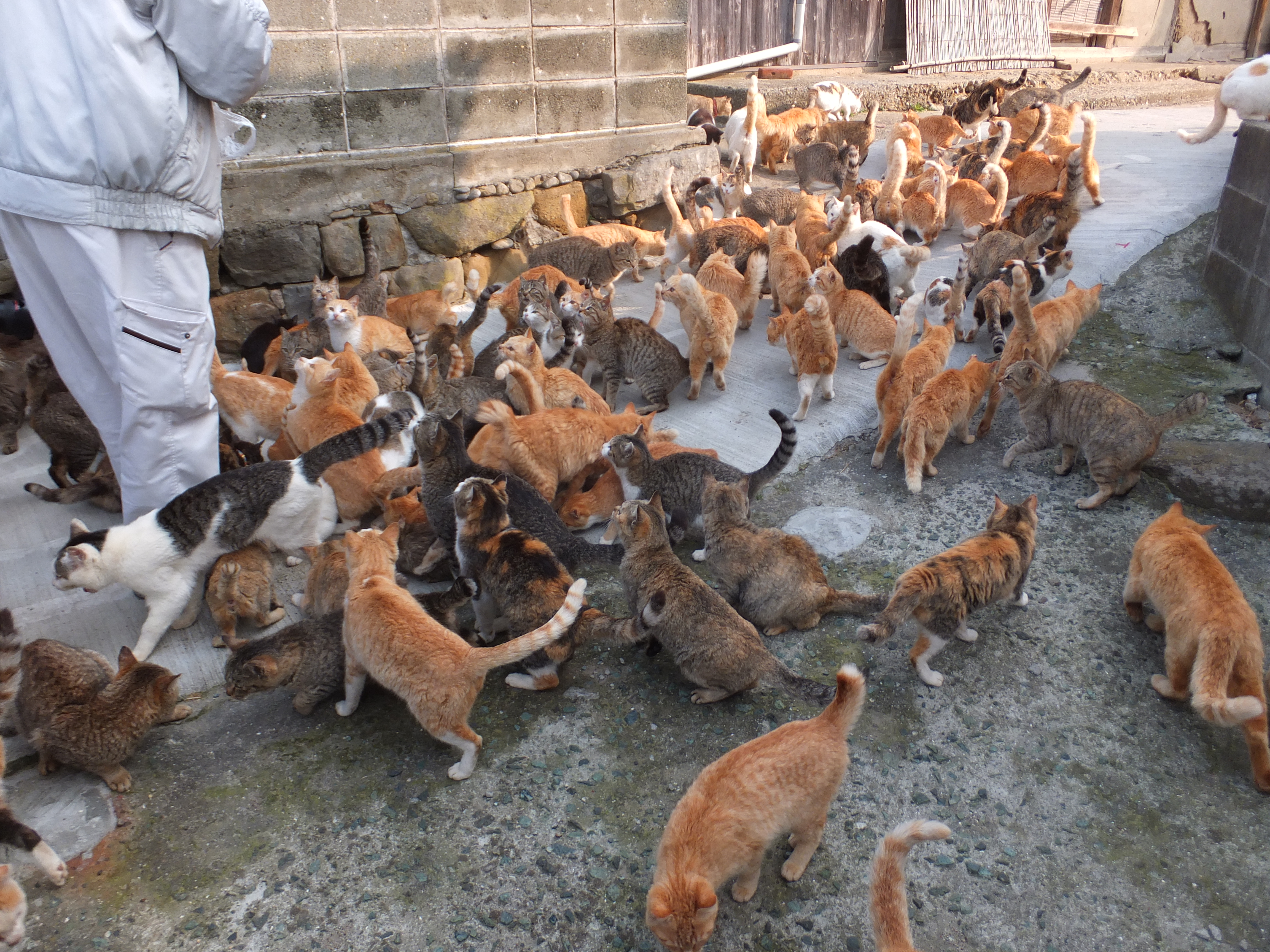
Les chats d'Aoshima sont nourris par les résidents locaux (2015).